# Lauenburgo/Elba
Lauenburgo/Elba es un municipio situado en el distrito de Ducado de Lauenburgo, en el estado federado de Schleswig-Holstein (Alemania), con una población a finales de 2016 de unos 11 498 habitantes.
Se encuentra ubicado al sur del estado, en el lugar donde se unen el río Elba y el canal Elba-Lübeck, y cerca de las fronteras con la ciudad de Hamburgo y los estados de Baja Sajonia y Mecklemburgo-Pomerania Occidental.